# Clayton (Novo México)
Clayton é uma cidade  localizada no estado americano de Novo México, no Condado de Union.

## Demografia
Segundo o censo americano de 2000, a sua população era de 2524 habitantes.
Em 2006, foi estimada uma população de 2132, um decréscimo de 392 (-15.5%).

## Geografia
De acordo com o United States Census Bureau tem uma área de
12,2 km², dos quais 12,2 km² cobertos por terra e 0,0 km² cobertos por água. Clayton localiza-se a aproximadamente 1541 m acima do nível do mar.

## Localidades na vizinhança
O diagrama seguinte representa as localidades num raio de 68 km ao redor de Clayton.